# Homocedasticidad

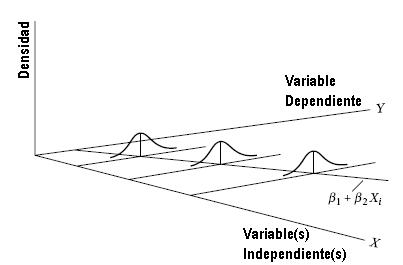
Distribución Homocedástica.

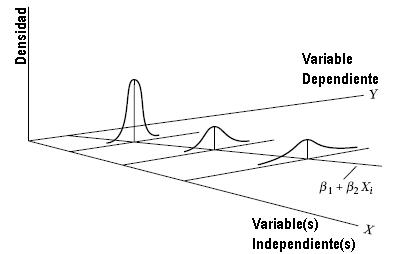
Distribución Heterocedástica.

En estadística se dice que un modelo predictivo presenta homocedasticidad cuando la varianza del error condicional a las variables explicativas es constante a lo largo de las observaciones.
Un modelo estadístico relaciona el valor de una variable a predecir con el de otras. Si el modelo es insesgado, el valor predicho es la media de la variable a predecir. En cualquier caso, el modelo da una idea del valor que tomará la variable a predecir.
Por simplificar el análisis, si se supone que la variable a predecir es escalar, aquí definida como {\displaystyle \eta }, y que se explica mediante un conjunto de variables que
{\displaystyle {\varepsilon =\eta -m({\boldsymbol {\xi }})}}
Este error es una variable aleatoria: tomará un valor distinto cada vez que se ejecute el modelo. Se habla de homocedasticidad si el error cometido por el modelo tiene siempre la misma varianza. En particular, si el modelo es homocedástico, el valor de las variables explicativas, {\displaystyle {\boldsymbol {\xi }}}, no afectará a la varianza del error.
La homocedasticidad es una propiedad fundamental del modelo de regresión lineal general y está dentro de sus supuestos clásicos básicos.
Formalizando, se dice que existe homocedasticidad cuando la varianza de los errores estocásticos de la regresión es la misma para cada observación i (de 1 a n observaciones), es decir:
{\displaystyle E(\mu \ _{i}^{2})=\sigma \ _{\mu }^{2}\ \qquad \forall \;i=R}
donde {\displaystyle \sigma \ _{\mu }^{2}\ } es un escalar constante para todo i. Lo que significaría que habría una distribución de probabilidad de idéntica amplitud para cada variable aleatoria.
Esta cualidad es necesaria, según el Teorema de Gauss-Márkov, para que en un modelo los coeficientes estimados sean los mejores o eficientes, lineales e insesgados.
Cuando no se cumple esta situación, se dice que existe heterocedasticidad, que es cuando la varianza de cada término de perturbación {\displaystyle (u_{i})} no es un número constante {\displaystyle \sigma \ ^{2}}.
Este fenómeno suele ser muy común en datos de Corte Transversal y también se presenta, menos frecuentemente, en series de tiempo.
Si se regresiona un modelo a través de Mínimos Cuadrados Ordinarios con presencia de heterocedasticidad, los coeficientes siguen siendo lineales e insesgados pero ya no poseen mínima varianza (eficiencia).

## Causas frecuentes de ausencia de homocedasticidad

### Variables independientes que posean un gran recorrido con respecto a su propia media
Esto generalmente ocurre cuando se ha dispuesto arbitrariamente el orden de las observaciones generando, casualmente, que existan observaciones con grandes valores en una determinada variable explicativa y lo mismo con valores pequeños de esta misma variable.

### Omisión de variables importantes dentro del modelo a estimar
Obviamente, si se omite una variable de relevancia en la especificación, tal variable quedará parcialmente recogida dentro de las perturbaciones aleatorias, introduciendo en estas su propia variación, que no será necesariamente fija.

### Cambio de estructura
El hecho de que se produzca un cambio en la estructura determina un mal ajuste de los parámetros al conjunto de los datos muestrales. Y este no tiene porque influir del mismo modo en todo el recorrido de la muestra, pudiendo producir cuantías de desajuste del modelo diferentes y, por lo tanto, varianza no constante.

### Utilizar variables no relativizadas
Cuando existen observaciones dentro de una variable en concreto, y que poseen un valor mayor a las otras variables explicativas, puede originar valores del error diferentes. Esta situación es similar a la explicada al principio pero con la salvedad que en este caso se compara con las otras variables (inclusive con la dependiente) y no con respecto a su media.

## Estimar en presencia de heterocedasticidad

### Cálculo incorrecto de las varianza y parámetros ineficientes
La mayor varianza por empleo de MCO en presencia de heterocedasticidad puede producir un incremento de más de 10 veces en la varianza estimada del parámetro constante.

### Invalidación de los contrastes de significancia
Ya que se aceptaría la hipótesis nula de los contrastes de significancia más veces de las reales.
Generalmente resulta que ciertas variables podrían resultar no ser significativas cuando lo son realmente.